# Ralpharia sanctisebastiani
Ralpharia sanctisebastiani is een hydroïdpoliep uit de familie Tubulariidae. De poliep komt uit het geslacht Ralpharia. Ralpharia sanctisebastiani werd in 1984 voor het eerst wetenschappelijk beschreven door Da Silveira & Migotto. 